# Bendzin
Bendzin, Deutschland (niem. Kolonie Deutschland) – dawna kolonia znajdująca się w Świętochłowicach. Obecnie wchodzi w skład dzielnicy Centrum
Była to kolonia 14 domów wybudowanych w 1874 dla pracowników kopalni Deutschland, od której wzięła swą nazwę. Przez miejscowych nazywana była Bendzin. Zlokalizowana była na tzw. "Zapłociu", przy ówczesnej Feldstrasse (obecnie ul. Polna) i częściowo Schulstrasse (ul. Szkolna). Pozostałością po kolonii jest kilka budynków przy danych ulicach.